# Пертома (приток Калажмы)
Пертома — река в России, протекает по Архангельской области. Устье реки находится в 75 км по правому берегу реки Калажма. Длина реки составляет 17 км.

## Этимология
Гидроним имеет типичное северное название с окончанием -ома (например Няндома, Андома).

## Данные водного реестра
По данным государственного водного реестра России относится к Двинско-Печорскому бассейновому округу, водохозяйственный участок реки — Северная Двина от впадения реки Вага и до устья, без реки Пинега, речной подбассейн реки — Северная Двина ниже места слияния Вычегды и Малой Северной Двины. Речной бассейн реки — Северная Двина.
Код объекта в государственном водном реестре — 03020300412103000034161.